# Медузоподібна галактика

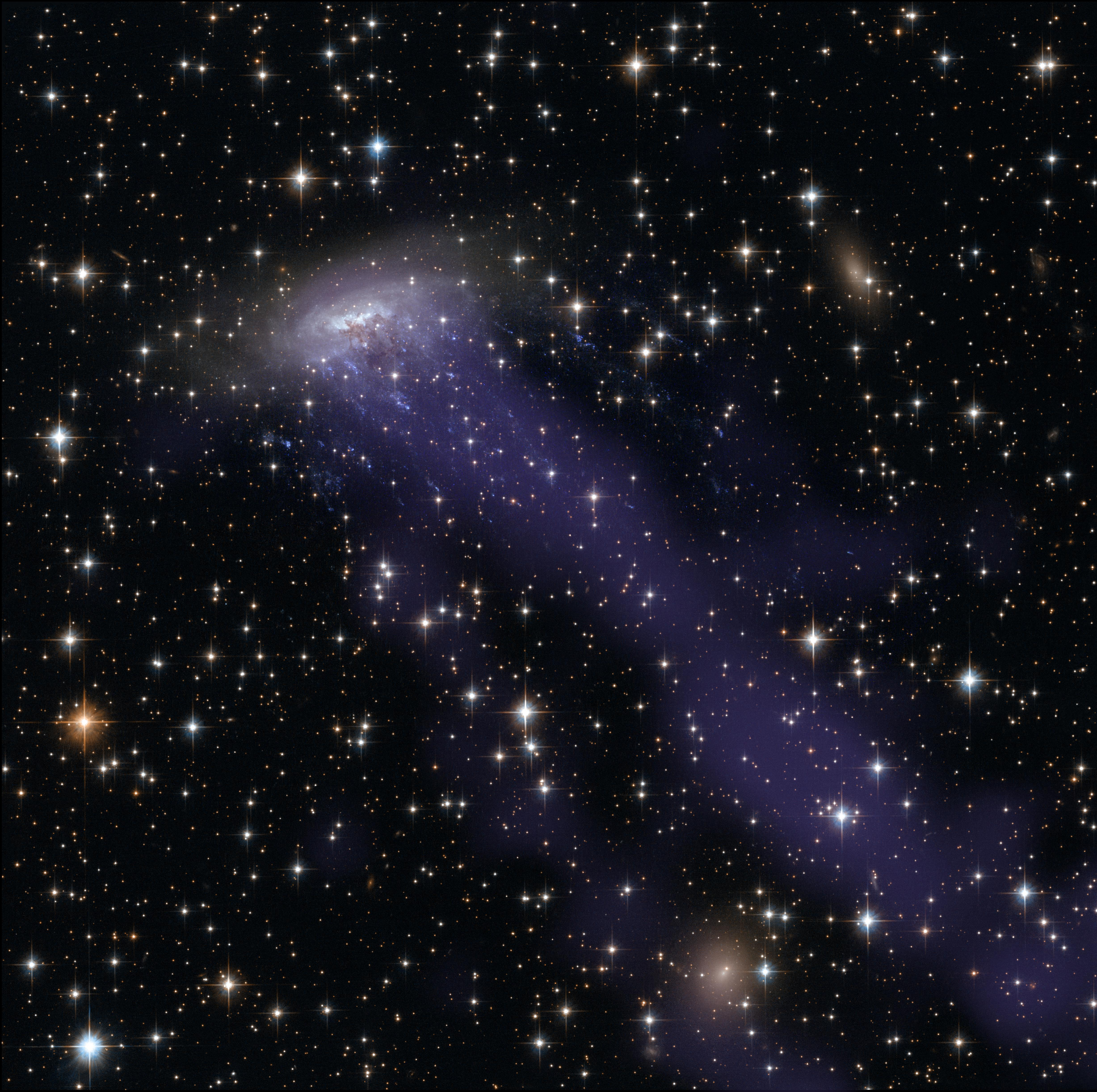
Лобовий тиск видавлює газ з галактики ESO 137-001, утворюючі видовжений газовий хвіст.

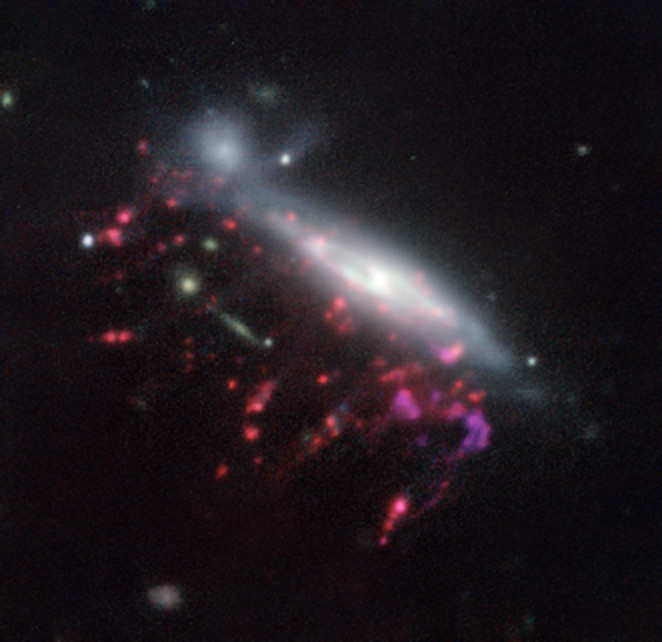
Медузоподібна галактика JO204, знята інструментом MUSE Європейської південної обсерваторії.

Медузоподібні галактики — це тип галактик, що спостерігаються в скупченнях і виникають під дією лобового тиску газу, що натікає на них. Лобовий тиск видуває газ в міжгалактичне середовище, викликаючи спалахи зореутворення вздовж газового хвоста. У результаті ці події можуть уповільнити утворення зір у медузоподібних галактиках (оскільки галактикам для цього потрібен газ). Згодом у всіх таких галактиках закінчується газ, і зореутворення припиняється. Як наслідок, медузоподібні галактики в скупченні швидше перестають утворювати нові зорі, ніж сусідні галактики. Однак механізм утворення зір, що містяться в цих газових потоках, досі залишається загадкою.

## Формування
Дані космічного телескопа Габбл свідчать про те, що галактики-медузи виникають, коли спіральні галактики розриваються на частини, коли вони рухаються до щільних скупчень галактик. Напрямок і положення щупалець показують, як рухається галактика, зазвичай до центру скупчення. Зорі із зовнішніх країв спіральної галактики втягуються в скупчення, руйнуючи його характерну форму. З часом уся спіральна галактика втягується в скупчення, де вона зливається з іншими галактиками, утворюючи еліптичну галактику.

## Особливості
Хоча галактики-медузи мають схожі морфологічні особливості, ступінь і сила зореутворення у них різна, як і ступінь морфологічної деформації. Останнє, ймовірно, головним чином викликано відмінностями в нахилі диска в напрямку руху, тоді як перше може вказувати на фазу перетворення, у тому сенсі, що зореутворення на межі газ-галактика припиняється із зникненням газу. Хвости галактик-медуз багатофазні, містять газ із широким діапазоном щільностей і температур. На відміну від звичайних галактик, у яких зорі утворюються в диску, медузоподібні галактики також мають зореутворення в своїх щупальцях.

## Відомі об'єкти цього типу
Медузоподібні галактики були помічені в ряді скупчень галактик:
- Abell 2125 (червоне зміщення z=0,20): галактика ACO 2125 C153[1][2]
- Abell 2667 (z=0,23): G234144−260358[1][2]
- Abell 2744 (z=0,31): ACO 2744 Central Jellyfish[3], HLS001427–30234/ACO 2744 F0083[1][2][3][4], GLX001426–30241 / ACO 2744 F0237 / ACO 2733 CN104[3][4], MIP001417–302303 / ACO 2744 F1228[3][4], HLS001428–302334[4], GLX001354–302212[4].